# OS MX3000
OS MX3000 차량은 오슬로 메트로에 사용하는 도시 철도 차량이다. 2007년부터 반입이 시작되었고, 제작사는 지멘스이다. 4차례에 나누어서 주문이 진행되었으며, 2010년까지 반입된 83편성은 오슬로 소유 78편성, 아케르스후스 소유 5편성이다. 2012년까지 32편성이 추가로 반입되어 총 115편성을 사용할 예정이다.
3량 1편성이 기본 단위로 중련 운행이 가능하다. 좌석 수는 138석, 입석 포함 시 493명 수용 가능하다. 이전 세대 차량과 비교하였을 때 공기 서스펜션, 회생 제동, 기지 내 이동을 위한 축전지가 추가되었다. 2003년 1차분 33편성, 2005년 2차분 30편성, 2008년 3차분 오슬로 15편성/아케르스후스 5편성, 2010년 4차분 32편성을 주문하였고 현재 3차분까지 반입되었다. 편성 당 가격은 약 4500만 노르웨이 크로네이다.

## 역사

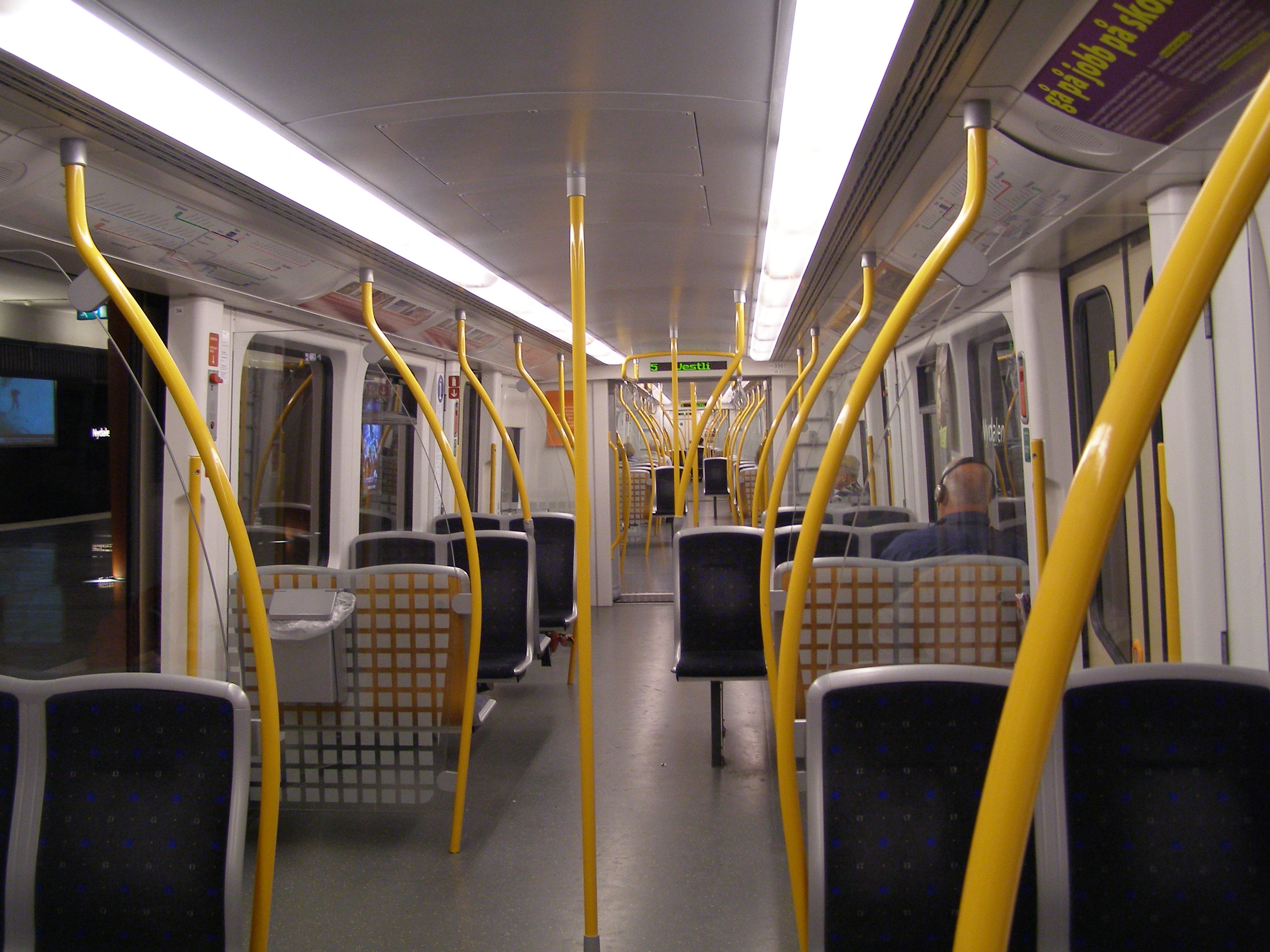
내부

1966년 외스텐셰 선과 람베르트세테르 선을 도시 철도로 개축하였고, 1970년 그로루드 선과 푸루세 선이 개통하여 동부를 관할하였다. 1987년 가공 전차선을 사용하였던 노면 전차 노선이 오슬로 메트로에 편입되었고, 이들 노선은 승강장 길이가 2량이었으며 신호 설비가 빈약하였다. 1993년 송스반 선이 도시 철도 기준으로 개축되었고, 1995년 뢰아 선이 개축되었다. MX3000 차량을 주문할 때에는 콜소스 선과 홀멘콜 선이 가공 전차선을 사용하고 있었으나, 도시 철도 기준으로 개축되어 제3궤조로 변경될 예정이었다.
과거 사용한 T1000과 T1300 편성은 8종류의 파생형이 있었고 총 195량이 사용되었다. T1000은 1966-1978년 반입된 원래 차량이었고, T1300은 1987년까지 반입된 개량형이다. T1000은 제3궤조 전용이었고, T1300은 팬토그래프가 달려 있어서 콜소스 선과 홀멘콜 선에 입선이 가능하였다. 1995년 제3궤조와 가공 전차선을 모두 지원하는 T2000 6편성이 반입되어 홀멘콜 선에 사용되었다. 반입 당시에는 차세대 차량으로 사용하려고 하였으나, 기술적인 문제로 조기에 퇴역하였다.
1996년 오슬로 및 아케르스후스 지역의 대중 교통을 개선하기 위한 투자가 시작되었다. 2001년 시 및 주 의회와 노르웨이 국회에서 통과되었다. 주 수입원은 시 및 주 예산, 유료 도로 통행료이며 돈의 사용처에는 도시 철도의 새로운 차량 구입도 포함되었다. OS의 첫 주문은 33편성(99량)이었으며, 차후 추가 주문 옵션이 있었다. 입찰 과정에서 5곳의 제조사가 유찰되었다. 철도망의 개선과 맞물려 운행 시간을 단축시켰다.
2005년 시 의회에서 모든 T1000과 T1300 차량을 MX3000으로 대차시키기로 하면서, 30편성을 추가로 주문하였다. 2005년 10월 1차분의 시험차 2편성이 반입되었고, 2006년 4월부터 본격적인 생산이 시작되었으며, 2007년 4월 첫 차량이 반입되었다. T2000까지 사용되었던 빨간색 도색을 버리고 흰색으로 바뀌었다. 첫 1개월간 출입문 개폐 및 방수 문제가 있었으나, OS 쪽에서 발주 시 차량의 에너지 소모를 정확하게 명시하지 않아서 문제 해결을 위해 노선 쪽의 전력 공급을 개선해야 했다. 2007년 제동 사고가 4건 있었으며, 그 중 최악의 사고는 블린데른 역에서 마요르스투엔 역까지 열차가 1.3km 진행한 사고이다.

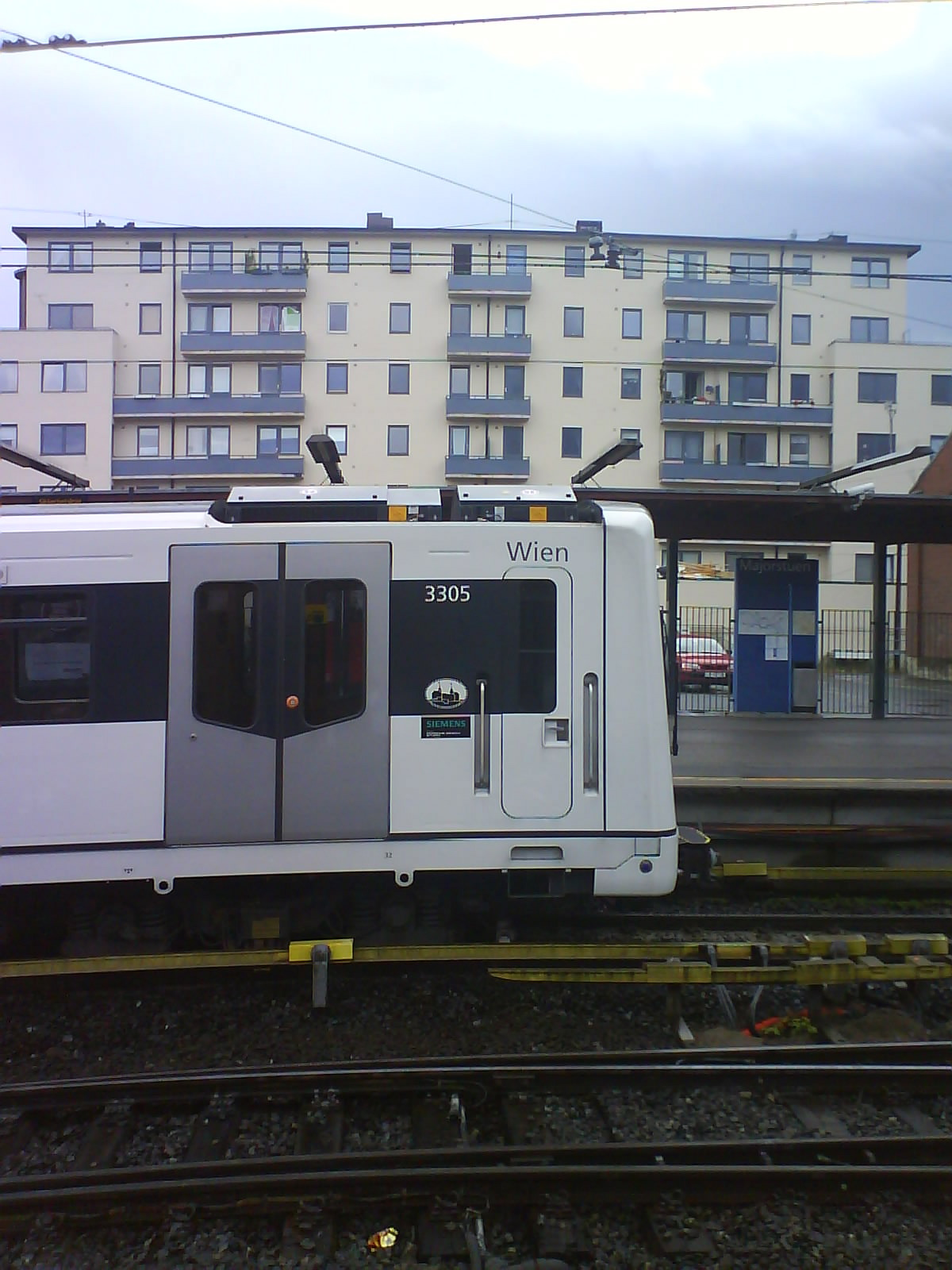
측면

2006년 콜소스 선을 도시 철도 기준으로 개축하기로 하면서 아케르스후스 주에서 5편성 구입 비용을 부담하기로 하였다. 2006년 11월 시 정부에서 차량 관리를 민영화하기로 하였고, 근로자들은 야간 근무를 거부하는 방식으로 항의하였다. 그 결과 영업을 위한 차량이 부족하져서 2009년 새 차량이 반입될 때까지 문제 해결을 연기하기로 하였다. 협약의 일부로 모든 도시 철도 차량과 노면 전차 차량의 소유권이 분사되었다.
2008년 1월 오슬로에서 15편성을 추가로 주문하였고, 추가 주문 옵션을 포함하였다. 차량이 반입되면 동부 노선의 배차 간격을 절반으로 줄일 수 있게 된다. 오슬로의 15편성 주문 가격은 6억 7500만 크로네, 아케르스후스의 5편성 주문 가격은 2억 4000만 크로네이다. 오슬로 시 소유 차량과는 달리 아케르스후스 시의 5편성은 별도의 회사에 소속되어 있다. 같은 해에 오슬로 시 의회에서 홀멘콜 선을 도시 철도 기준으로 개축하여 2011년 세계 노르딕 스키 챔피언십에 맞추어 개통하기로 하였다. 2009년 T2000이 영업을 중지하였으며, 2010년 4월 22일 T1300도 영업을 중지하였다.
2010년 11월 노르웨이 사고 조사 위원회에서 제동 시스템의 문제를 지적하였다. 2009년에는 하구배 제동 문제로 83건의 사고가 있었다. 사고 조사 위원회는 도시 철도 운영사 측이 하구배에서 제동 시스템을 제대로 시험하지 않았고, 제동 장치 조절이 제대로 이루어지지 않았고, 열차 및 선로 관리가 제대로 되지 않았음을 지적하였다. 2010년 12월 32편성을 추가로 주문하여 총 115편성을 관리하기로 하였고, 마지막 차량은 2012년까지 반입될 예정이다. 마지막 주문 당시에는 자유당과 사회주의 연합에서는 32편성 원안, 우파 연합에서는 19편성 주문안을 놓고 논쟁이 있었다. 추가로 주문한 편성이 반입되면 홀멘콜 선을 제외한 모든 노선에서 중련 운행이 가능해질 예정이다.

## 차량

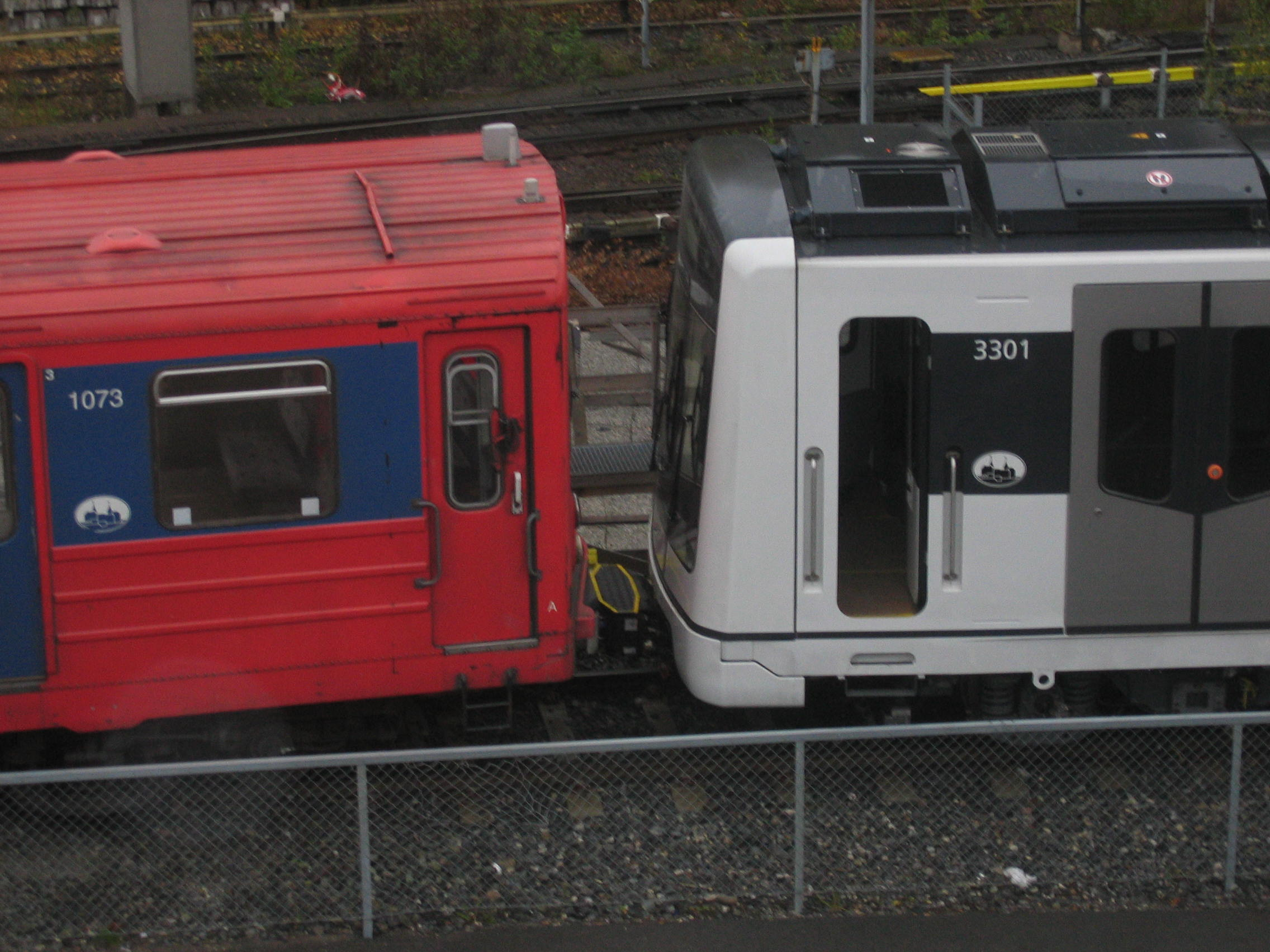
T1000과 병결 운행이 가능하다

오스트리아 빈의 도시 철도 차량에 사용되었던 차량을 기반으로 한다. 차량 외형은 포르셰 디자인 스튜디오에서 설계되었다. 과거 사용된 차량과는 다르게 흰색으로 도색되어 있다. 3량 편성의 선두차 길이는 18.11m, 중간차 길이는 17.92m이다.
승강장 높이 1.12m 기준으로 설계되어 있다. 출입문은 1량당 3개씩 장착되어 있다. T1000 편성과는 다르게 편성 간 관통문이 없어서 자유로운 이동이 가능하다. 최초로 공조 장치가 장착되었다. 최대 2편성 병결로 6량까지 운행이 가능하다. 각 차량에는 140kW급 유도 전동기가 4개 장착되어 있고, 편성 출력은 1680kW이다. 회생 제동과 디스크 제동이 가능하다. 기지 내 운행을 위한 110V 배터리가 장착되어 있다. 에너지 사용량이 기존 차량의 70% 수준으로 연간 운영비 1300만 크로네를 절감할 수 있다.
주 서스펜션은 철제 코일 스프링이고, 보조 서스펜션으로 프레임과 대차 사이에 공기 서스펜션이 장착되어 있다. 차량 제어는 분산 시스템을 사용하며, ATP 시스템을 통하여 최고 70km/h까지 낼 수 있다. 기관사가 출발을 지시하는 반자동 운행이 가능하다. T1000에 비하여 운전석 형태가 개선되었으며, 승강장 감시 거울은 CCTV로 대체되었다.